# 踵で愛を打ち鳴らせ
「踵で愛を打ち鳴らせ」（かかとであいをうちならせ）は、ASIAN KUNG-FU GENERATIONの17枚目のシングル。2012年4月11日にKi/oon Musicから発売された。

## 概要
前作「マーチングバンド」より5か月ぶりとなるシングル。

## 収録曲
（全作詞：後藤正文、作曲：喜多建介 & 後藤正文、編曲：ASIAN KUNG-FU GENERATION）
1. 踵で愛を打ち鳴らせ [4:26]
2012年2月19日に幕張メッセイベントホールで行われた「『BEST HIT AKG』ツアー」追加公演のアンコール1曲目で初披露され、その際に曲名と発売日が発表されていた。
PVでは珍しく後藤はギターを弾いていない。また、後藤がバックダンサーと共にダンスをするシーンがある。
2. リロードリロード [1:52]

## 収録アルバム
- ランドマーク (#1)
- フィードバックファイル 2 (#2)